# Broncoscopia

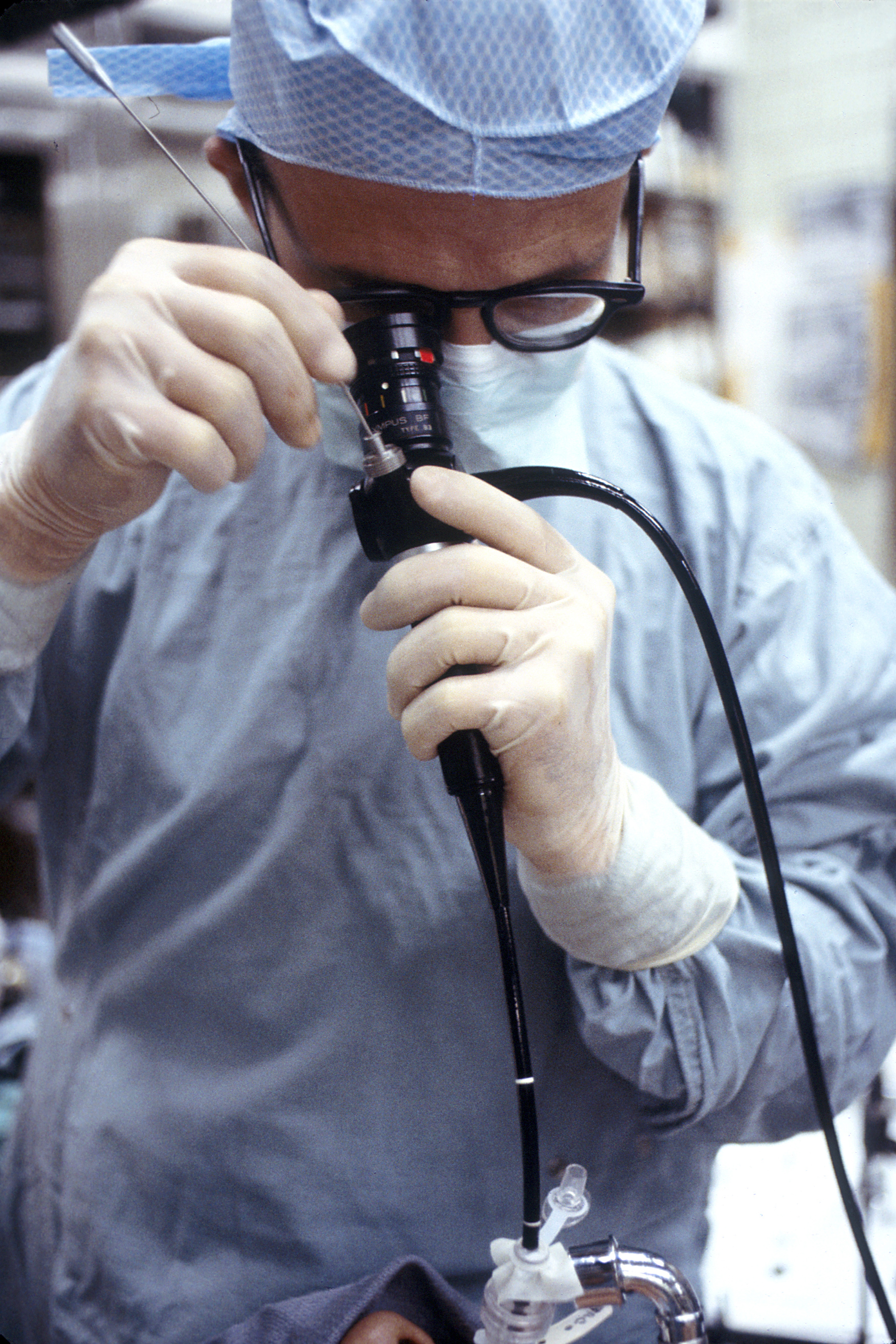
Una broncoscopia.

La broncoscopia es una técnica de visualización de las vías aéreas bajas usando un broncoscopio flexible o rígido, la cual puede ser utilizada con fines diagnósticos o terapéuticos. 
Esta técnica se utiliza para el examen de la vía aérea, entre otros fines, para el diagnóstico de procesos inflamatorios, infecciosos, tumorales, hemorrágicos y la ubicación de cuerpos extraños.

## Historia
El alemán, Gustav Killian, realizó la primera broncoscopia en 1897. Killian usó un broncoscopio rígido para extraer un hueso de cerdo, realizando el procedimiento bajo anestesia local con cocaína En la década de 1920 Nathan Faux perfeccionó el broncoscopio, usando un tubo rígido para visualizar la tráquea y los bronquios principales. El japonés, Shigeto Ikeda, inventó el broncoscopio flexible en 1966. Inicialmente empleaba filamentos de fibra óptica requiriendo una fuente de luz externa, tenía un diámetro exterior de aproximadamente 5 a 6 mm, con una capacidad de flexionarse 180 grados y extenderse 120 grados, permitiéndole entrar en los bronquios lobares y segmentarios. Más recientemente, se han reemplazado estos dispositivos originales por broncoscopios equipados con un dispositivo de video ubicado en su extremo distal.

## Tipos
Existen dos tipos de broncoscopios: flexible (fibrobroncoscopia) y rígido. La fibrobroncospia se realiza generalmente bajo anestesia local, con paciente despierto. La broncoscopia rígida puede ser usada para la extracción de cuerpos extraños o la colocación de stents; este procedimiento se realiza generalmente bajo anestesia general.

## Fines de la broncoscopia

### Diagnóstica
- Para observar anormalidades en la vía aérea.
- Para obtener muestras de tejido pulmonar en varias enfermedades, los cuales pueden obtenerse realizando una biopsia, lavado broncoalveolar o cepillado endobronquial.
- Para diagnosticar un paciente con hemorragia pulmonar, sospecha de cáncer de pulmón, tos crónica y sarcoidosis, entre otros.

### Terapéutica
- Para remover secreciones, sangre u objetos extraños alojados en la vía aérea.
- Resección por medio de láser, electrocirugía o crioterapia de tumores o estenosis de origen benigno de la tráquea y bronquios.
- Inserción de stents con el fin de aliviar la presión extrínseca ocasionada por procesos benignos o malignos.
- La broncoscopia también se utiliza en la traqueostomía percutánea.
- Intubación traqueal de pacientes con vía aérea difícil, usando un broncoscopio flexible.